# Nicolas Henri Joseph de Fassin
Pour les articles homonymes, voir Fassin.
Nicolas Henri Joseph de Fassin est un peintre liégeois né en 1728 et mort en 1811.

## Biographie
Nicolas de Fassin eut une carrière très mouvementée. Il entreprit de nombreux voyages et participa, alors qu'il était en voyage en France, à la guerre de Sept Ans. Il participa également à la révolution liégeoise qui débuta 1789. C'est lors d'un séjour à Genève, grâce aux œuvres de Nicolaes Berchem et de Jan Both que l'artiste copia, que celui-ci découvrit le style qui lui convenait le mieux.
Il est, avec Léonard Defrance, fondateur de l'Académie des beaux-arts de Liège.

## Œuvres
- Dame prenant le café
- Les quatre points du jour, au La Boverie à Liège
  - Le matin, huile sur toile, 1802.
  - Le milieu du jour, huile sur toile, 1797.
  - Le crépuscule, huile sur toile, 1797.
  - Le soir, huile sur toile, 1797.

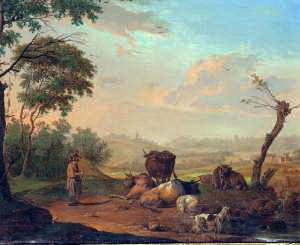
Le jeune berger
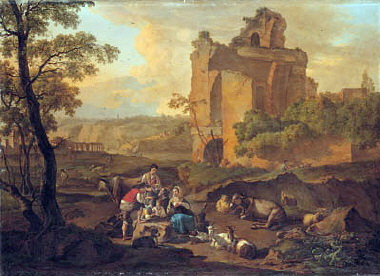
Paysage italien
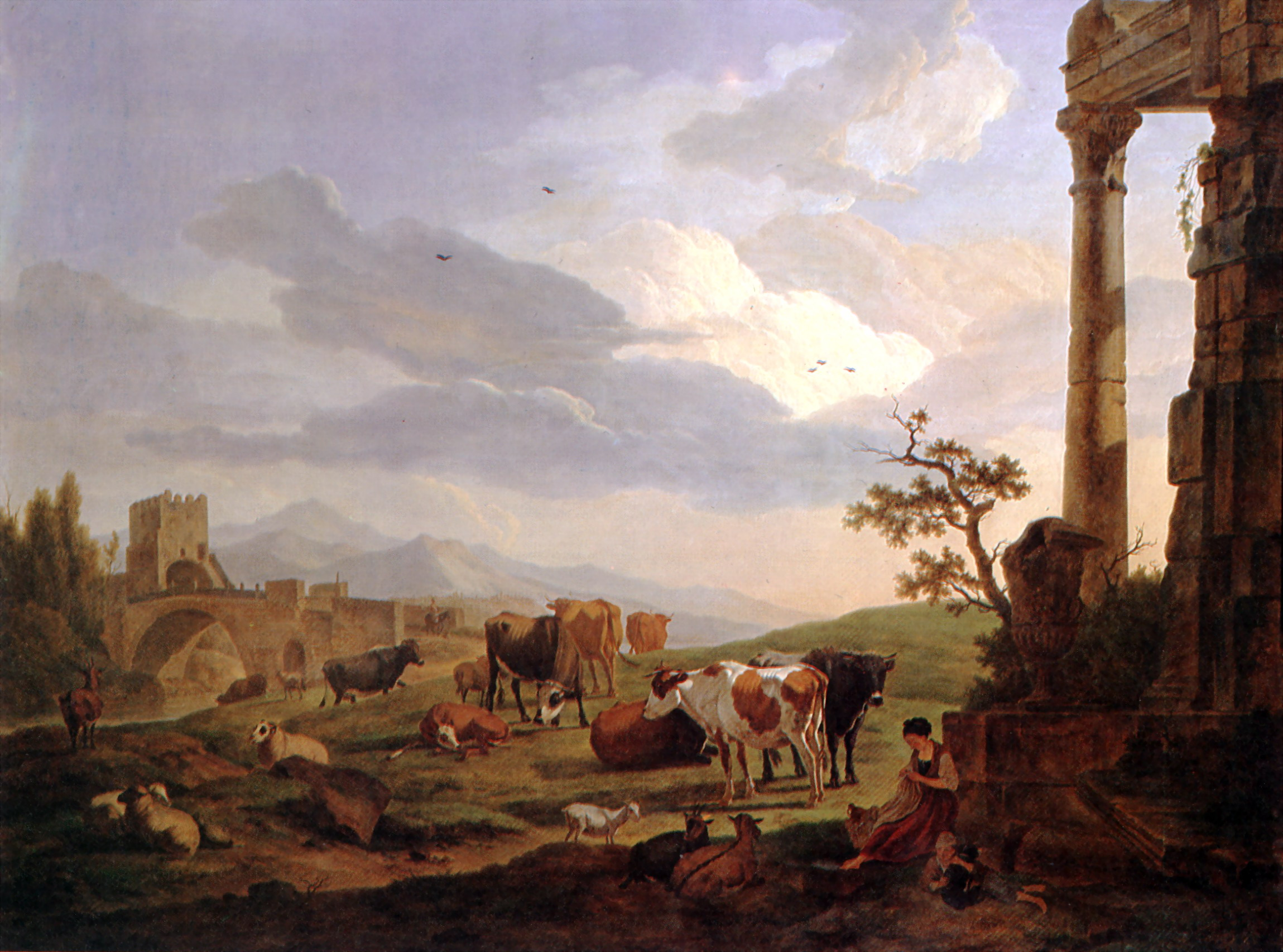
Le matin
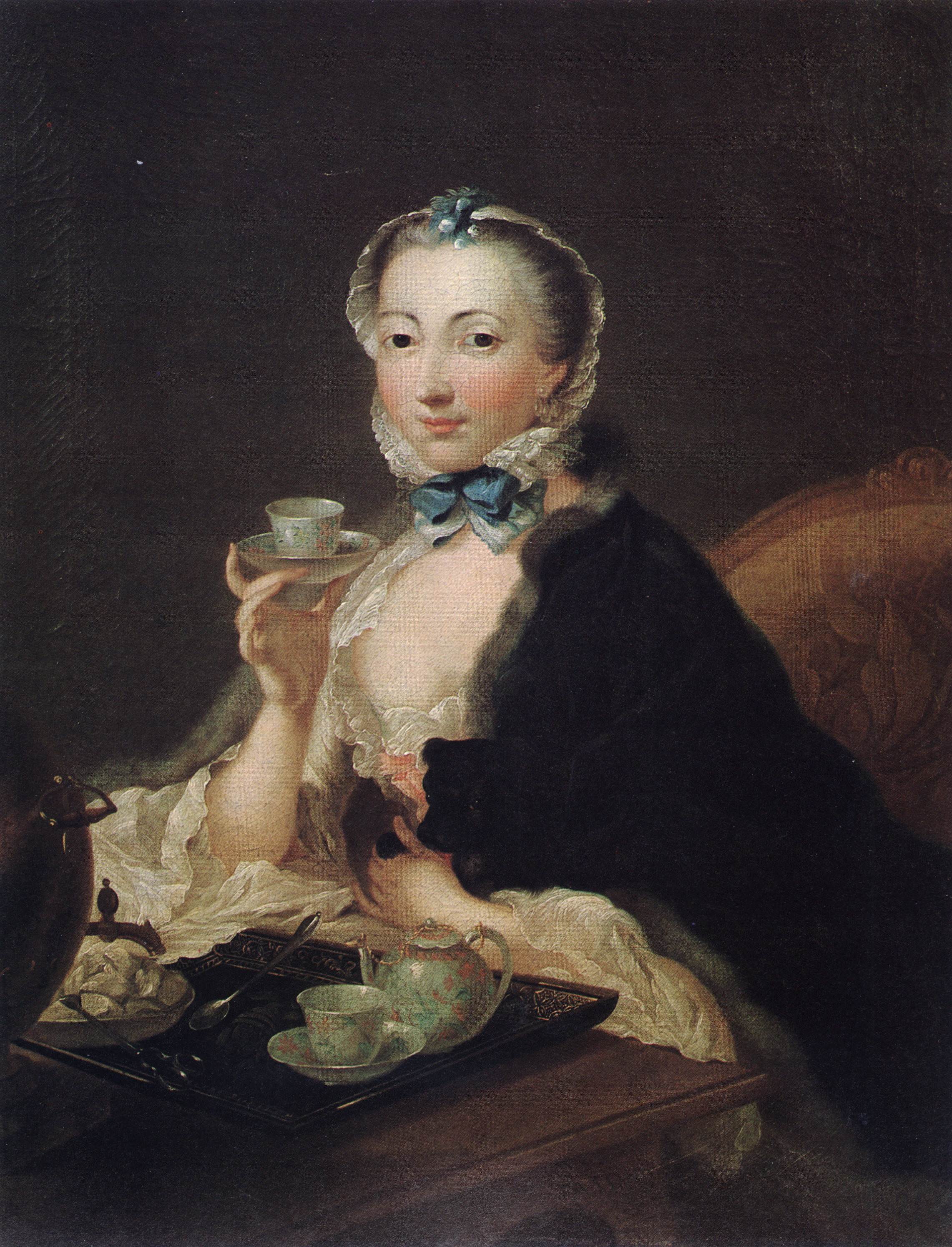
Dame prenant le café